# Straat Saparua
Straat Saparua of Straat Saparoea  (Indonesisch: Selat Saparua), is een zeestraat in Indonesië in de provincie Molukken. De zeestraat scheidt het eiland Haruku ten westen, van het eiland Saparua in het oosten. Ten zuiden van de zeestraat ligt het eiland Molana. Het water verbindt de Bandazee in het zuiden met de Straat Ceram in het noorden. De op Haruku gelegen plaats Hulaliu  en de op Saparua gelegen plaatsen Porto en Haria liggen aan de Straat Saparua.